# 高橋克実なんだもの!
高橋克実なんだもの!（たかはしかつみなんだもの）は、2010年10月9日から2012年3月28日までニッポン放送で放送されていたラジオ番組。
2011年3月26日で放送終了とされていたが、時間帯を変えて継続することになった。

## 概要
2007年4月から2010年6月まで放送されていた『高橋克実と山瀬まみ おしゃべりキャッチミー』や2009年の『第35回ラジオ・チャリティー・ミュージックソン』に引き続き、俳優でタレントの高橋克実がニッポン放送のラジオ番組のパーソナリティを務めるバラエティ番組。

## 内容
- 1970年代から1980年代の日本映画や歌謡曲を紹介するなど、高橋の趣味・嗜好を前面に出している。
- 高橋に対するクイズのコーナーにニッポン放送のアナウンサーである増田みのりが出題者として出演することがあった（第1期：〜2011年3月）。
- プロ野球開催中は中継のため放送がなくなることがある。
- 第2期まで（〜2011年9月）はゲストが登場することはごく稀だったが、第3期から（2011年10月〜）はマンスリーゲストが登場するようになった。
  - 2011年10月：中村雅俊
  - 2011年11月：甲斐よしひろ
  - 2011年12月：伊藤蘭
  - 2012年01月：岩下尚史
  - 2012年02月：アンガールズ
  - 2012年03月：山瀬まみ

## 放送時間
- 毎週土曜日 17:30 - 18:00（2010年10月9日〜2011年3月26日）
- 毎週水曜日 21:30 - 21:50（2011年04月6日〜2011年9月28日）※野球中継延長のため2011年9月21日と28日の放送は休止。
- 毎週水曜日 20:00 - 20:30（2011年10月5日〜2012年3月28日）